# Jean-Marie Le Pen
Jean-Marie Le Pen (francia kiejtése: [ʒɑ ma.ʁi lə.pɛn]) (La Trinité-sur-Mer, 1928. június 20. – Garches, 2025. január 7.) francia szélsőjobboldali politikus. 

## Gyermek- és ifjúkora
Egy kis tengerparti faluban Bretagne régióban, egy halász fiaként született. 14 évesen árván maradt. Jezsuita középiskolában tanult. Tizenhat évesen csatlakozni kívánt a francia védelmi erőkhöz, de nem vették fel. Ezután Párizsban jogot kezdett tanulni. 
Politikai pályafutását egy toulouse-i diákszervezetben kezdte, ő lett az elnöke a főként joghallgatókból álló egyesületnek, mely célkitűzése szerint az utcai harcok és az ártatlan emberek meggyilkolása ellen lépett fel.

## Politikai pályafutása
A Nemzeti Front párt alapítója, 1972 és 2011 között elnöke volt, ő és pártja elsők között törekedett a bevándorlás korlátozására és nyíltan euroszkeptikus. 2015 augusztusában a párt „súlyos vétségek” miatt kizárta soraiból, amiért Jean-Marie Le Pen beperelte a lányát, Marine Le Pent.
Jean-Marie Le Pen indult a 2002-es franciaországi elnökválasztásokon, ahol az első fordulóban a szavazatok 16,86 százalékát, azaz 4 804 713 szavazatot szerzett meg, alig 860 ezer szavazattal maradt le Jacques Chiractól. A második fordulóban Chirac a szavazatok 82,21 százalékát kapta meg (25 537 956 szavazatot), míg Le Pen alig 5,52 millió szavazatot, az összes szavazat 17,79 százalékát kapta.